# Ceratina humilior
Ceratina humilior là một loài Hymenoptera trong họ Apidae. Loài này được Cockerell mô tả khoa học năm 1916.